# パトリック・ラフター
パトリック・マイケル・ラフター（Patrick Michael Rafter, 1972年12月28日 - ）は、オーストラリア・クイーンズランド州マウント・アイザ出身の元男子プロテニス選手。1997年・1998年全米オープン男子シングルスで大会2連覇を達成した選手である。ATPツアーで全米オープン2勝を含むシングルス11勝、ダブルス10勝を挙げた。ATPランキング自己最高位はシングルス1位、ダブルス6位。身長185cm、体重86kg。右利き、バックハンド・ストロークは片手打ち。

## 選手経歴
ラフターは9人兄弟の7番目の子供として生まれ、1991年に19歳でプロ入りした。1994年から男子テニス国別対抗戦デビスカップオーストラリア代表選手になる。彼は遅咲きの選手で、現役生活の後半にこそ「世界最高のサーブ・アンド・ボレーヤー」として名実ともにオーストラリアの第一人者となった。
1997年全米オープン初優勝は、彼のATPツアー2勝目であった。その決勝ではグレグ・ルーゼドスキーを6-3, 6-2, 4-6, 7-5で破った。オーストラリア人テニス選手の4大大会男子シングルス優勝は、1987年ウィンブルドン選手権優勝のパット・キャッシュ以来10年ぶりの快挙であった。これを皮切りに、ラフターは世界トップ選手としての活躍を始める。
1998年全米オープン決勝で、ラフターは4歳年下の後輩選手マーク・フィリプーシスとのオーストラリア対決を6-3, 3-6, 6-2, 6-0で制して大会2連覇を達成した。かつてラフターとフィリプーシスは1996年ウィンブルドン選手権男子ダブルスと1996年全米オープン男子ダブルスのベスト4に進出したほどの親友だったが、ラフターの全米オープン優勝以後は仲違いをしている。
1999年7月26日付の世界ランキングでラフターは1位を記録した。しかし翌週陥落しラフターの1位はわずか1週間で終わった。3連覇を目指して臨んだ1999年全米オープン1回戦で、ラフターはセドリック・ピオリーンと対戦中に故障を起こし、6-4, 6-4, 3-6, 5-7, 0-1で途中棄権を余儀なくされた。2年連続優勝者が翌年の1回戦で敗退したこのアクシデントは全米オープン史上初の珍事として、「100年で初めての大波乱」と言われた。
ウィンブルドン選手権でのラフターは、2000年と2001年の2年連続で準優勝がある。2000年の決勝戦ではピート・サンプラスに、2001年はゴラン・イワニセビッチに敗れた。その他の4大大会では、1997年全仏オープンと2001年全豪オープンでベスト4進出があった。2001年全豪オープン準決勝では、対戦相手のアンドレ・アガシをセットカウント2-1と追い詰めながらも、左足に痙攣を起こして5-7, 6-2, 7-6, 2-6, 3-6の逆転負けに終わっている。通常なら棄権してもおかしくないところを、彼は最後までフルセットを戦い抜き、試合終了後は会場の地元ファンからスタンディングオベーションが贈られた。どんな時でも全力でぶつかる姿と、オージーに多いといわれる“アイアンマン”ぶりを発揮したその試合は、大会のベストマッチと称された。
ダブルスでのラフターは、1999年全豪オープンでヨナス・ビョルクマンと組んだ優勝がある。1996年ウィンブルドン選手権と全米オープンの2大会連続でマーク・フィリプーシスと組んで2大会連続のベスト4に進出していた。フィリプーシスと仲違いした後、ラフターはビョルクマンと組む機会が多くなり、1998年全仏オープンと1998年ウィンブルドン選手権の2大会連続でベスト4に入る。そして1999年全豪オープン男子ダブルス決勝で、ラフターとビョルクマンはマヘシュ・ブパシ/リーンダー・パエス組を6-3, 4-6, 6-4, 6-7, 6-4で破って初優勝を決めた。
ラフターは現役生活の間、甘いマスクで「最もセクシーなプロ選手」と称され、高い人気を誇った。デビスカップ2001決勝対フランス戦ではシングルスでセバスチャン・グロジャンに6-3, 7-6(6), 7-5で勝利したが、通算2勝3敗でデビスカップオーストラリア代表は優勝を逃した。この試合を最後に現役引退を表明した。その後2004年全豪オープンでジョシュア・イーグルと、また2014年全豪オープンにもレイトン・ヒューイットと組んでダブルスに出場したが、共に1回戦で敗退した。
2006年7月15日、ラフターはガブリエラ・サバティーニらとともに国際テニス殿堂入りを果たした。2011年から2015年までデビスカップオーストラリア代表監督を務めた。

## ATPツアー決勝進出結果

### シングルス: 25回 (11勝14敗)
| 大会グレード                                  |
| グランドスラム (2–2)                          |
| テニス・マスターズ・カップ (0–0)              |
| グランドスラム・カップ (0–1)                  |
| ATPマスターズシリーズ (2–4)                   |
| ATPインターナショナルシリーズ・ゴールド (1–2) |
| ATPインターナショナルシリーズ (6–5)           |

| サーフェス別タイトル |
| ハード (7–8)         |
| クレー (0–2)         |
| 芝 (4–2)             |
| カーペット (0–2)     |

| 結果   | No. | 決勝日         | 大会               | サーフェス        | 対戦相手                     | スコア                         |
| ------ | --- | -------------- | ------------------ | ----------------- | ---------------------------- | ------------------------------ |
| 準優勝 | 1.  | 1994年4月18日  | 香港               | ハード            | マイケル・チャン             | 1-6, 3-6                       |
| 優勝   | 1.  | 1994年6月20日  | マンチェスター     | 芝                | ウェイン・フェレイラ         | 7-6(7-5), 7-6(7-4)             |
| 準優勝 | 2.  | 1997年3月3日   | フィラデルフィア   | ハード (室内)     | ピート・サンプラス           | 7-5, 6-7(4-7), 3-6             |
| 準優勝 | 3.  | 1997年4月14日  | 香港               | ハード            | マイケル・チャン             | 3-6, 3-6                       |
| 準優勝 | 4.  | 1997年5月26日  | ザンクト・ペルテン | クレー            | マルセロ・フィリピーニ       | 6-7(2-7), 2-6                  |
| 準優勝 | 5.  | 1997年8月18日  | ニューヘイブン     | ハード            | エフゲニー・カフェルニコフ   | 6-7(4-7), 4-6                  |
| 準優勝 | 6.  | 1997年8月25日  | ロングアイランド   | ハード            | カルロス・モヤ               | 4-6, 6-7(1-7)                  |
| 優勝   | 2.  | 1997年9月8日   | 全米オープン       | ハード            | グレグ・ルーゼドスキー       | 6-3, 6-2, 4-6, 7-5             |
| 準優勝 | 7.  | 1997年10月6日  | ミュンヘン         | カーペット (室内) | ピート・サンプラス           | 2-6, 4-6, 5-7                  |
| 優勝   | 3.  | 1998年4月13日  | チェンナイ         | ハード            | ミカエル・ティルストロム     | 6-3, 6-4                       |
| 優勝   | 4.  | 1998年6月22日  | スヘルトーヘンボス | 芝                | マルティン・ダム             | 7-6(7-2), 6-2                  |
| 優勝   | 5.  | 1998年8月10日  | トロント           | ハード            | リカルト・クライチェク       | 7-6(7-3), 6-4                  |
| 優勝   | 6.  | 1998年8月17日  | シンシナティ       | ハード            | ピート・サンプラス           | 1-6, 7-6(7-2), 6-4             |
| 優勝   | 7.  | 1998年8月31日  | ロングアイランド   | ハード            | フェリックス・マンティーリャ | 7-6(7-3), 6-2                  |
| 優勝   | 8.  | 1998年9月14日  | 全米オープン       | ハード            | マーク・フィリプーシス       | 6-3, 3-6, 6-2, 6-0             |
| 準優勝 | 8.  | 1999年5月16日  | ローマ             | クレー            | グスタボ・クエルテン         | 4-6, 5-7, 6-7(6-8)             |
| 優勝   | 9.  | 1999年6月21日  | スヘルトーヘンボス | 芝                | アンドレイ・パベル           | 3-6, 7-6(9-7), 6-4             |
| 準優勝 | 9.  | 1999年8月16日  | シンシナティ       | ハード            | ピート・サンプラス           | 6-7(7-9), 3-6                  |
| 優勝   | 10. | 2000年6月26日  | スヘルトーヘンボス | 芝                | ニコラ・エスクデ             | 6-1, 6-3                       |
| 準優勝 | 10. | 2000年7月10日  | ウィンブルドン     | 芝                | ピート・サンプラス           | 7-6(12-10), 6-7(5-7), 4-6, 2-6 |
| 準優勝 | 11. | 2000年11月13日 | リヨン             | カーペット (室内) | アルノー・クレマン           | 6-7(2-7), 6-7(5-7)             |
| 準優勝 | 12. | 2001年7月9日   | ウィンブルドン     | 芝                | ゴラン・イワニセビッチ       | 3-6, 6-3, 3-6, 6-2, 7-9        |
| 準優勝 | 13. | 2001年8月6日   | モントリオール     | ハード            | アンドレイ・パベル           | 6-7(3-7), 6-2, 3-6             |
| 準優勝 | 14. | 2001年8月13日  | シンシナティ       | ハード            | グスタボ・クエルテン         | 1-6, 3-6                       |
| 優勝   | 11. | 2001年8月19日  | インディアナポリス | ハード            | グスタボ・クエルテン         | 4-2 途中棄権                   |

### ダブルス: 18回 (10勝8敗)
| 結果   | No. | 決勝日         | 大会                 | サーフェス        | パートナー                 | 対戦相手                                          | スコア                         |
| ------ | --- | -------------- | -------------------- | ----------------- | -------------------------- | ------------------------------------------------- | ------------------------------ |
| 準優勝 | 1.  | 1994年4月18日  | 香港                 | ハード            | ヨナス・ビョルクマン       | ジム・グラブ ブレット・スティーブン               | 不戦勝                         |
| 優勝   | 1.  | 1994年5月23日  | ボローニャ           | クレー            | ジョン・フィッツジェラルド | ヴォイチェフ・フレグル アンドリュー・フローレント | 6-3, 6-3                       |
| 準優勝 | 2.  | 1994年10月24日 | リヨン               | カーペット (室内) | マルティン・ダム           | ヤコブ・ラセク エフゲニー・カフェルニコフ         | 7-6, 6-7, 6-7                  |
| 優勝   | 2.  | 1995年1月9日   | アデレード           | ハード            | ジム・クーリエ             | バイロン・ブラック グラント・コネル               | 7-6, 6-4                       |
| 準優勝 | 3.  | 1995年10月16日 | オストラヴァ         | カーペット (室内) | ギー・フォルジェ           | ヨナス・ビョルクマン ハビエル・フラナ             | 7-6, 4-6, 6-7                  |
| 準優勝 | 4.  | 1996年4月22日  | バミューダ           | クレー            | パット・キャッシュ         | ヤン・アペル ブレント・ヘイガース                 | 6-3, 1-6, 3-6                  |
| 優勝   | 3.  | 1996年5月13日  | パインハースト       | クレー            | パット・キャッシュ         | ケン・フラック デビッド・ウィートン               | 6-2, 6-3                       |
| 優勝   | 4.  | 1997年1月6日   | アデレード           | ハード            | ブライアン・シェルトン     | マーク・ウッドフォード トッド・ウッドブリッジ     | 6-4, 1-6, 6-3                  |
| 準優勝 | 5.  | 1997年3月17日  | インディアンウェルズ | ハード            | マーク・フィリプーシス     | ダニエル・ネスター マーク・ノールズ               | 6-7, 6-4, 5-7                  |
| 準優勝 | 6.  | 1997年4月21日  | 東京                 | ハード            | ジャスティン・ギメルストブ | マルティン・ダム ダニエル・バチェク               | 6-2, 2-6, 6-7                  |
| 優勝   | 5.  | 1997年6月16日  | ロンドン             | 芝                | マーク・フィリプーシス     | サンドン・ストール シリル・スーク                 | 6-2, 4-6, 7-5                  |
| 準優勝 | 7.  | 1997年8月11日  | シンシナティ         | ハード            | マーク・フィリプーシス     | マーク・ウッドフォード トッド・ウッドブリッジ     | 6-7, 6-4, 4-6                  |
| 優勝   | 6.  | 1998年3月16日  | インディアンウェルズ | ハード            | ヨナス・ビョルクマン       | トッド・マーティン                                | 6-4, 7-6                       |
| 優勝   | 7.  | 1998年8月3日   | ロサンゼルス         | ハード            | サンドン・ストール         | ジェフ・タランゴ ダニエル・バチェク               | 6-4, 6-4                       |
| 優勝   | 8.  | 1999年2月1日   | 全豪オープン         | ハード            | ヨナス・ビョルクマン       | マヘシュ・ブパシ リーンダー・パエス               | 6-3, 4-6, 6-4, 6-7(10-12), 6-4 |
| 優勝   | 9.  | 1999年6月14日  | ハレ                 | 芝                | ヨナス・ビョルクマン       | ポール・ハーフース ジャレッド・パーマー           | 6-3, 7-5                       |
| 優勝   | 10. | 1999年8月9日   | モントリオール       | ハード            | ヨナス・ビョルクマン       | バイロン・ブラック ウェイン・フェレイラ           | 7-6, 6-4                       |
| 準優勝 | 8.  | 2001年6月18日  | ハレ                 | 芝                | マックス・ミルヌイ         | ダニエル・ネスター サンドン・ストール             | 4-6, 7-6(7-5), 1-6             |

## 4大大会優勝
- 全米オープン 男子シングルス：2勝（1997, 98年）

（ ウィンブルドン男子シングルス準優勝2度：2000, 01年）
- 全豪オープン 男子ダブルス：1勝（1999年）

| 年     | 大会         | 対戦相手               | 試合結果           |
| ------ | ------------ | ---------------------- | ------------------ |
| 1997年 | 全米オープン | グレグ・ルーゼドスキー | 6-3, 6-2, 4-6, 7-5 |
| 1998年 | 全米オープン | マーク・フィリプーシス | 6-3, 3-6, 6-2, 6-0 |

## 4大大会シングルス成績
略語の説明
| W | F | SF | QF | #R | RR | Q# | LQ | A | Z# | PO | G | S | B | NMS | P | NH |

W=優勝, F=準優勝, SF=ベスト4, QF=ベスト8, #R=#回戦敗退, RR=ラウンドロビン敗退, Q#=予選#回戦敗退, LQ=予選敗退, A=大会不参加, Z#=デビスカップ/BJKカップ地域ゾーン, PO=デビスカップ/BJKカッププレーオフ, G=オリンピック金メダル, S=オリンピック銀メダル, B=オリンピック銅メダル, NMS=マスターズシリーズから降格, P=開催延期, NH=開催なし.
| 大会           | 1990 | 1991 | 1992 | 1993 | 1994 | 1995 | 1996 | 1997 | 1998 | 1999 | 2000 | 2001 | 通算成績 |
| -------------- | ---- | ---- | ---- | ---- | ---- | ---- | ---- | ---- | ---- | ---- | ---- | ---- | -------- |
| 全豪オープン   | LQ   | LQ   | 1R   | 1R   | 3R   | 4R   | 2R   | 1R   | 3R   | 3R   | A    | SF   | 15–9     |
| 全仏オープン   | A    | A    | A    | LQ   | 4R   | 1R   | 1R   | SF   | 2R   | 3R   | 2R   | 1R   | 12–8     |
| ウィンブルドン | A    | A    | LQ   | 3R   | 2R   | 1R   | 4R   | 4R   | 4R   | SF   | F    | F    | 29–9     |
| 全米オープン   | A    | A    | LQ   | 1R   | 3R   | 2R   | 1R   | W    | W    | 1R   | 1R   | 4R   | 20–7     |